# Міжнародний день осіб похилого віку
Міжнаро́дний день старших (літніх) людей (англ. International Day of Older Persons) — проголошений 50 сесією Генеральної Асамблеї ООН, відзначається в усьому світі 1 жовтня.

## Історія свята
Спочатку День літніх людей стали відзначати в Європі, потім в Америці, а наприкінці 1990-их років уже в усьому світі. День святкується з великим розмахом у скандинавських країнах. У цей день по телевізору та радіо транслюють передачі з урахуванням смаків старших людей.
За міжнародною класифікацією,[яка?] особою літнього віку вважається людина, що досягла 65 років. До 2050 року число таких людей у багатьох розвинених країнах збільшиться вдвічі (тпроцес старіння населення), а загальна кількість у світі складе 2 мільярди осіб.
Надважливою, на думку ООН, є потреба активного використання виробничого і творчого потенціалу людей старшого віку. Суспільство має одночасно допомагати долати психологічну межу старості та зменшувати тягар соціальних витрат на молодих людях за рахунок працюючих пенсіонерів.

## В Україні
Україна, як повноправний член ООН, підтримала ініціативу міжнародного співтовариства і з 1991 року щорічно відзначає цей день. Рішення про щорічне відзначення в Україні Міжнародного дня громадян старшого віку та створення належних умов соціального захисту пенсіонерів, людей з інвалідністю, одиноких непрацездатних громадян затверджено урядовою постановою від 26 вересня 1997 року № 1066 «Про щорічне відзначення Міжнародного дня громадян похилого віку». Відповідно до Указу Президента України від 24 вересня 2004 року № 1135/2004 1 жовтня Україна відзначає і День ветерана.

## Схожі дні
У Японії в третій понеділок вересня відзначають День шанування старших.